# Fredlanea virginea
Fredlanea virginea là một loài bọ cánh cứng trong họ Cerambycidae.